# Роберт Сальваторе
Ро́берт Е́нтоні Сальвато́ре (англ. Robert Anthony Salvatore, нар. 20 січня 1959) — американський письменник фентезі. Найбільше відомий своїми книгами за вигаданим всесвітом «Забутих королівств». Крім того він долучався до міжавторських циклів за «Зоряними війнами» та розробки відеоігор. Українською його твори офіційно не перекладалися.

## Біографія
Роберт Сальваторе народився в Леомінстері, штат Массачусетс, 1959 року. Він був молодшим сином в сім'ї. Навчався у Лемінстерській середній школі. Після школи вступив до Державного університету Фічбургу (Fitchburg State University), де він зацікавився фентезі після прочитання трилогії «Володаря перснів» Дж. Р. Р. Толкієна, яку отримав як різдвяний подарунок наприкінці 1978 року. Після цього Роберт і надалі проявляв інтерес до фентезійної та іншої літератури, та навіть змінив свої інтереси з комп'ютерних наук на журналістику. В 1981 році здобув ступінь бакалавра наук в сфері комунікацій / ЗМІ, а згодом і бакалавра мистецтв з англійської мови. До того, як стати письменником, працював викидайлом, що пізніше стало йому в пригоді при описі сцен бійок.
У 1982 році Сальваторе серйозно зайнявся літературою і створив рукопис, який став основою «The Fourth Magic». Його першою опублікованою новелою стала «The Crystal Shard» для TSR в 1988 році. З того часу Роберт постійно пише нові новели та романи. Авторські цикли Сальваторе відносяться до жанрів епічного або героїчного фентезі. Дія значної частини романів Роберта Сальваторе відбувається в ігровому всесвіті «Забутих королівств». Крім того, письменник долучився до міжавторської серії за «Зоряними війнами».
Восени 1997 року його листи, рукописи та інші професійні папери були пожертвувані до бібліотеки Державного університету Фічбургу. В 2000 році помер брат Роберта, Гаррі Сальваторе. В даний час живе в Массачусетсі разом зі своєю дружиною Даяною і трьома дітьми: Браяном, Джино і Кетлін. Письменник часто присвячує книги своїм рідним.